# Daiva Tamošiūnaitė
Daiva Tamošiūnaitė-Budrė (* 9. Januar 1966 in Vydeikiai, Rajongemeinde Plungė) ist eine litauische Radio- und Fernsehmoderatorin sowie Synchronsprecherin.

## Leben
1983 absolvierte Daiva Tamošiūnaitė die 4. Mittelschule Plungė und die Kinder-Musikschule. Sie wollte danach an der Vilniaus universitetas studieren, aber wurde nicht aufgenommen. Sie arbeitete in Medingėnai als Lehrerin für Französisch und Musik. Von 1984 bis 1988 absolvierte sie ein Diplomstudium der Pädagogik am Vilniaus pedagoginis institutas. Sie arbeitete in der Mittelschule in Vilnius und ab 1993 in den Radiostationen „Vilniaus varpas“, „Laisvoji banga“, „Radiocentras“, „RC 2“ als Moderatorin und Autorin der Sendungen. Ab 2003 arbeitete sie beim Fernsehsender LNK als Moderatorin der Sendungen „Antra pusė“, „Meilės istorijos“, „Istorijos“, „Gyvenimas kaip kinas“ und Synchronsprecherin von Filmen.
2008 spielte sie im Film „Nereikalingi žmonės“. Oktober 2008 wurde sie ins litauische Parlament Seimas gewählt.
Ab 2008 war sie Mitglied von Tautos prisikėlimo partija (TPP).
Daiva Tamošiūnaitė ist seit 2006 mit Dainius Budrys (* 1976) verheiratet, einem Ökonom und Politiker, von 2008 bis 2012 Mitglied im Seimas. Sie haben die Tochter Adelė (* 2002).